# Casa al centre del poble
La Casa al centre del poble és una obra d'Esterri de Cardós (Pallars Sobirà) inclosa a l'Inventari del Patrimoni Arquitectònic de Catalunya.

## Descripció
Casa amb façana lleugerament corbada en la paret mestra perpendicular al cavall que suporta de llicorella a dues vessants, orientada a migdia i un cos més baix adossat a ponent destinat a paller. En la base de la façana, sota una gran arcada de mig punt, es troba una font i un abeurador. L'entrada s'efectua per una porta de fusta de dos batents on es dibuixen dos rombes, a la qual s'accedeix per un parell de graons. En el primer pis s'obre una gran balconada de fusta amb balustres escairats, coberta per un petit llosat a dues vessants.